# 岷江柏木
岷江柏木（学名：Cupressus chengiana）为柏科柏木属下的一个种。

## 扩展阅读
- 維基物種上的相關：岷江柏木